# Songs of Faith
Songs of Faith è l'album di debutto della cantante soul statunitense Aretha Franklin, pubblicato nel giugno del 1956 dalla Checker Records.
Negli anni successivi l'album fu ripubblicato varie volte e con titoli differenti: The Gospel Soul of Aretha Franklin (Checker Records, LPS-10009), Aretha Gospel (dalla Chess Records, anche su CD), Sweet Gospel Soul (UpFront Records, UPF-200), Precious Lord (Passport Audio Records, CD-1046), You Grow Closer (MCA Records, MCAD-11850) quest'ultima pubblicazione contiene un brano aggiunto.

## Descrizione
Aretha registrò l'album all'età di 14 anni insieme al padre alla New Bethel Baptist Church

## Tracce
Lato A
1. There Is a Fountain Filled with Blood – 4:25 (William Cowper)
2. Precious Lord (Part One) – 3:23 (Thomas A. Dorsey)
3. Precious Lord (Part Two) – 2:50 (Thomas A. Dorsey)
4. You Grow Closer – 2:42
5. Never Grow Old – 2:54

Durata totale: 16:14
Lato B
1. The Day Is Past and Gone – 4:55
2. He Will Wash You White as Snow – 4:15
3. While the Blood Runs Warm – 3:03
4. Yield Not to Temptation – 2:57

Durata totale: 15:10

## Musicisti
- Aretha Franklin - voce, pianoforte